# Pierre Webó
Pierre Achille Webó Koauamo (Bafoussam, 20 januari 1982) is een Kameroens voormalig betaald voetballer die bij voorkeur in de aanval speelde. In november 2003 debuteerde hij in het Kameroens voetbalelftal, waarvoor hij meer dan vijftig interlands speelde.
Webó speelde voor Kouogat (1997–1998), Stade de Banjoul (1998–1999), Nacional de Montevideo (2000–2002), CD Leganés (2002–2003), CA Osasuna (2005–2007), RCD Mallorca (2007–2011) en Istanbul BB (2011–2013). Met CA Osasuna was de aanvaller in 2005 verliezend finalist in de Copa del Rey. Hij verruilde in januari 2013 Istanbul BB voor Fenerbahçe, dat drie miljoen euro op tafel legde voor de Kameroense aanvaller. In juli 2015 tekende hij een contract bij Osmanlıspor. In 2017 ging hij naar Gazişehir Gaziantep FK.
Sinds 2019 is hij assistent-trainer bij Istanbul Başakşehir.

## Clubstatistieken
| seizoen   | club                   | duels | goals | competitie       |
| --------- | ---------------------- | ----- | ----- | ---------------- |
| 2005/2006 | CA Osasuna             | 31    | 6     | Primera División |
| 2006/2007 | CA Osasuna             | 26    | 3     | Primera División |
| 2007/2008 | RCD Mallorca           | 15    | 5     | Primera División |
| 2008/2009 | RCD Mallorca           | 33    | 5     | Primera División |
| 2009/2010 | RCD Mallorca           | 30    | 6     | Primera División |
| 2010/2011 | RCD Mallorca           | 34    | 11    | Primera División |
| 2011/2012 | Istanbul BB            | 13    | 7     | Süper Lig        |
| 2012/2013 | Istanbul BB            | 18    | 9     | Süper Lig        |
| 2012/2013 | Fenerbahçe SK          | 13    | 7     | Süper Lig        |
| 2013/14   | Fenerbahçe SK          | 26    | 9     | Süper Lig        |
| 2014/15   | Fenerbahçe SK          | 26    | 8     | Süper Lig        |
| 2015/16   | Osmanlıspor            | 20    | 6     | Süper Lig        |
| 2016/17   | Osmanlıspor            | 29    | 9     | Süper Lig        |
| 2017/18   | Gazişehir Gaziantep FK | 21    | 6     | 1.Lig            |
| Totaal    | Totaal                 | 335   | 97    |                  |